# Liubov Iegórova (ballarina)
Liubov Iegórova (de nom complet Liubov Nikoláievna Iegórova; en rus: Любовь Николаевна Его́рова; Sant Petersburg, Imperi rus, 8 d'agost de 1880 - París, 18 de juliol de  1972), també coneguda com a Lubov Egorova, va ser una ballarina i professora de ballet russa. Una de les màximes representants del gran estil clàssic conreat per l'Escola i el Ballet Imperials del Teatre Mariinski de Sant Petersburg a la fi del segle xix. Va emigrar a França arran de la Revolució de 1917 i va obrir la seva pròpia acadèmia de dansa a París el 1923. Allí s'han format diverses generacions de ballarins d'arreu del món.

## Biografia

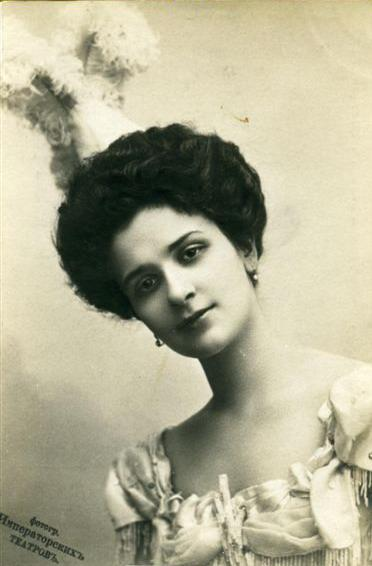
Iegórova cap al 1900

Iegórova va estudiar dansa a l'Escola Imperial de Sant Petersburg, dirigida en aquell temps pel mestre italià Enrico Cecchetti. Va debutar en el Teatre Mariinski el 1898 en el ballet Paquita i ja era première danseuse o prima ballerina (primera ballarina) el 1903, als 23 anys. Durant la Revolució de 1917 Iegórova, casada amb el Príncep Nikita Trubetskoi, va emigrar a França. A l'estiu de 1921, va ser convidada per Serguei Diàguilev a unir-se als Ballets Russos que estaven intentant reorganitzar-se després de les convulsions de la Primera Guerra Mundial i la Revolució russa. Diàguilev projectava un gran muntatge de La Bella Dorment, el ballet en quatre actes de Txaikovski, per a ser estrenat a l'Alhambra Theatre de Londres aquell mateix any. Iegórova va ballar en aquesta temporada londinenca el paper estel·lar de Princesa Aurora alternant amb Olga Spesívtseva, i el va tornar a ballar en la primavera de 1922 durant la temporada dels Ballets Russos a l'Òpera de París. El 1923, Iegórova va obrir la seva escola de ballet als Estudis Wacker parisencs, on també es van dedicar a fer classes les seves compatriotes ballarines Matilda Krzesińska i Olga Prebrajenska. Dedicada ja per complet a l'ensenyament, va col·laborar el 1937 amb els Ballets de la Jeunesse, una petita companyia de curta vida, creada per gent jove, entre altres els ballarins George Skibine i Iuli Algaroff.
Durant dècades Iegórova --per als seus alumnes Madame Egorova-- va transmetre en el seu estudi de Wacker les tradicions de l'escola clàssica russa a innombrables estudiants i professionals de la dansa, i va formar figures com David Lixin, André Eglevski, Janine Charrat, Etéri Pagava. Una de les alumnes més famoses de Iegórova va ser Zelda Fitzgerald, que va assistir a les seves classes a París de manera intermitent entre 1925 i 1929.

## Honors
- Chevalier de l'Orde des Arts et des Lettres (1964)